# Micro-région de Zalakaros
La micro-région de Zalakaros (en hongrois : zalakarosi kistérség) est une micro-région statistique hongroise rassemblant plusieurs localités autour de Zalakaros.